# Коцофенешть (Бакеу)
Коцофенешть, Коцофенешті (рум. Coțofănești) — село у повіті Бакеу в Румунії. Входить до складу комуни Коцофенешть.
Село розташоване на відстані 202 км на північ від Бухареста, 47 км на південь від Бакеу, 121 км на південь від Ясс, 113 км на північний захід від Галаца, 119 км на північний схід від Брашова.

## Населення
За даними перепису населення 2002 року у селі проживали 1139 осіб.
Національний склад населення села:
| Національність | Кількість осіб | Відсоток |
| -------------- | -------------- | -------- |
| румуни         | 913            | 80,2%    |
| цигани         | 225            | 19,8%    |

Рідною мовою назвали:
| Мова      | Кількість осіб | Відсоток |
| --------- | -------------- | -------- |
| румунську | 913            | 80,2%    |
| циганську | 225            | 19,8%    |